# Сфенічне число
Сфенічне число — натуральне число, що дорівнює добутку трьох різних простих чисел.
Наприклад 30 = 2·3·5. Відповідно 30 є сфенічним числом.
Кількість дільників довільного сфенічного числа рівна 8. Наприклад, якщо {\displaystyle n=p\cdot q\cdot r} де p, q, і r — різні прості числа, то дільниками n будуть:
{\displaystyle \left\{1,\ p,\ q,\ r,\ pq,\ pr,\ qr,\ n\right\}.}
Функція Мебіуса довільного сфенічного числа дорівнює -1.
Найменшими сфенічними числами є:
30, 42, 66, 70, 78, 102, 105, 110, 114, 130, 138, 154, 165, 170, 174, 182, 186, 190, 195,…
Зокрема:
- 30 = 2 x 3 x 5
- 42 = 2 x 3 x 7
- 66 = 2 x 3 x 11
- 70 = 2 x 5 x 7
- 78 = 2 x 3 x 13

Прикладом двох послідовних сфенічних чисел є: 230 = 2×5×23 і 231 = 3×7×11.
Прикладом трьох послідовних сфенічних чисел є: 1309 = 7×11×17, 1310 = 2×5×131, та 1311 = 3×19×23.
Чотири послідовні числа не можуть усі бути сфенічними, оскільки одне з них ділиться на 4.
Найбільшим відомим сфенічним числом є: (243112609 − 1) × (242643801 − 1) × (237156667 − 1), добуток трьох найбільших відомих простих чисел